# R&G (Rhythm & Gangsta): The Masterpiece
R&G (Rhythm & Gangsta): The Masterpiece è un album del rapper Snoop Dogg, pubblicato il 16 novembre 2004.
La maggior parte della sua produzione è stata affidata ai The Neptunes.

## Tracce
1. (Intro) I Love to Give You Light – 2:38
2. Bang Out – 3:05
3. Drop It like It's Hot  (Feat. Pharrell) – 4:26
4. Can I Get a Flicc Witchu  (Feat. Bootsy Collins) – 5:24
5. Ups & Downs  (Feat. Bee Gees) – 4:04
6. The Bidness – 3:28
7. Snoop D.O. Double G – 4:01
8. Let's Get Blown – 4:41
9. Step Yo Game Up  (Feat. Lil Jon, Trina) – 4:24
10. Perfect  (Feat. Charlie Wilson, Pharrell) – 5:51
11. WBALLZ (Interlude) – 0:21
12. Fresh Pair of Panties On – 2:31
13. Promise I – 3:17
14. Oh No  (Feat. 50 Cent) – 4:03
15. Can U Control Yo Hoe  (Feat. Soopafly) – 3:08
16. Signs  (Feat. Justin Timberlake, Charlie Wilson) – 3:56
17. I'm Threw Witchu  (Feat. Soopafly) – 4:21
18. Pass It Pass It – 4:23
19. Girl Like U  (Feat. Nelly) – 4:36
20. No Thang On Me  (Feat. Bootsy Collins) – 4:41

## Classifiche
| Classifica (2004) | Posizione massima |
| ----------------- | ----------------- |
| Australia         | 38                |
| Austria           | 26                |
| Belgio (Fiandre)  | 14                |
| Belgio (Vallonia) | 59                |
| Canada            | 8                 |
| Danimarca         | 12                |
| Francia           | 14                |
| Germania          | 14                |
| Italia            | 47                |
| Norvegia          | 12                |
| Nuova Zelanda     | 11                |
| Paesi Bassi       | 17                |
| Regno Unito       | 12                |
| Stati Uniti       | 6                 |
| Svizzera          | 13                |